# Atentado de Mogadiscio de abril de 2022
El atentado de Mogadiscio de abril de 2022 tuvo lugar el 22 de abril de 2022 cuando al menos seis personas murieron y siete resultaron heridas en un atentado suicida con bomba en un restaurante en Mogadiscio, Somalia.

## Incidente
El 22 de abril de 2022 el restaurante de mariscos Pescatore había abierto recientemente en la zona costera de la playa de Lido. La explosión fue detonada por un terrorista suicida de Al-Shabaab al que se le había negado el acceso al interior del restaurante, donde el comisionado de policía somalí y varios legisladores se reunieron para tener una comida Iftar para romper el ayuno del Ramadán. Ninguno de los legisladores resultó herido en la explosión, pero algunos miembros del personal de seguridad estaban entre los muertos en la explosión. La policía local no especificó cuántos, pero dijo que los muertos eran en su mayoría civiles.